# Mednarodno humanitarno pravo
Mednarodno humanitarno pravo (MHP), imenovano tudi zakoni oboroženega konflikta, je pravo, ki ureja ravnanje v vojni (jus in bello). To je veja mednarodnega prava, ki poskuša omejiti posledice oboroženega spopada z zaščito oseb, ki ne sodelujejo v sovražnostih, ter omejitvijo in nadzorom nad sredstvi in metodami bojevanja, ki so na voljo borcem.
Mednarodno humanitarno pravo temelji na načelih humanosti in zmanjševanja človeškega trpljenja. Sestavljajo ga pravila, ki jih določajo pogodbe ali običaji, in si prizadeva za zaščito oseb in premoženja/zgradb, ki so ali bi lahko bili prizadeti v oboroženem spopadu, ter omejuje pravice strani v spopadu pri uporabi metod in sredstev vojskovanja po lastni izbiri. Viri mednarodnega humanitarnega prava vključujejo mednarodne dogovore (ženevske konvencije), mednarodno običajno pravo, splošna načela narodov in sodno prakso. Opredeljuje ravnanje in odgovornosti nasprotujočih si strani, nevtralnih držav in posameznikov, ki sodelujejo v bojevanju, v odnosu drugo do drugega ter do zaščitenih oseb, kar običajno pomeni neborce. Njegov namen je uravnotežiti humanitarne pomisleke in vojaško nujnost ter podrediti vojksovanje pravni državi za omejitev njegovega uničujočega učinka in zmanjšanje človeškega trpljenja.
Hude kršitve mednarodnega humanitarnega prava se imenujejo vojni zločin. Mednarodno humanitarno pravo, jus in bello, ureja ravnanje sil med vojno ali v oboroženem spopadu. Razlikuje se od jus ad bellum, ki ureja ravnanje pri vstopanju v vojno ali oboroženi spopad in vključuje dejanje agresije. Jus in bello in jus ad bellum skupaj sestavljata dva skopa vojnega prava, ki ureja vse vidike mednarodnih oboroženih spopadov. To pravo je obvezno za države, ki jih zavezujejo ustrezne pogodbe. Obstaajo tudi druga običajna nenapisana pravila vojne, od katerih so bila številna obravnavana na nürnberških procesih. MHP deluje na podlagi stroge delitve na pravila, ki se uporabljajo v mednarodnih oboroženih spopadih, in pravil v notranjih oboroženih spopadih.
Mednarodno humanitarno pravo se tradicionalno dojema kot ločeno od mednarodnega prava človekovih pravic (ki ureja ravnanje države do svojih ljudi), čeprav se obe veji prava dopolnjujeta in s na nekaterih področjih prekrivata.